# Hämeensaari (ö i Södra Savolax, S:t Michel, lat 61,57, long 28,24)
Hämeensaari är en ö i Finland. Den ligger i sjön Pihlajavesi och i kommunen Puumala i den ekonomiska regionen  S:t Michel och landskapet Södra Savolax, i den södra delen av landet, 230 km nordost om huvudstaden Helsingfors. Öns area är 23,7 hektar och dess största längd är 1,3 kilometer i nord-sydlig riktning.